# Marin Headlands

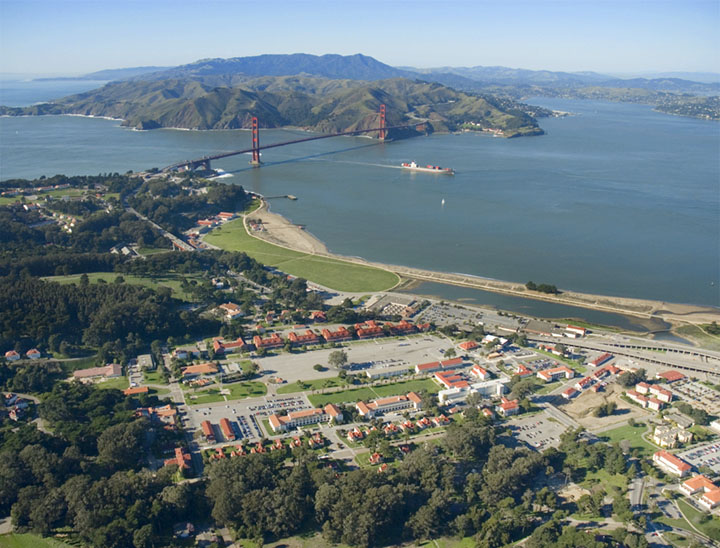
Luchtfoto van San Francisco en Marin Headlands. Van boven naar onder: Headlands, de Golden Gate Bridge en het Presidio.

De Marin Headlands zijn een heuvelachtig schiereiland op het zuidelijke uiteinde van Marin County, ten noorden van de Amerikaanse stad San Francisco (Californië). Het hele gebied maakt deel uit van de Golden Gate National Recreation Area. De Headlands zijn bekend om de uitzichten over de Bay Area en met name over de Golden Gate Bridge die de gelijknamige zeestraat overspant en Marin met San Francisco verbindt. De Headlands vormen het zuidelijke deel van de Marin Hills, die op hun beurt slechts een deeltje van de Pacific Coast Ranges zijn.
Headlands is Engels voor kaap.

## Fotogalerij

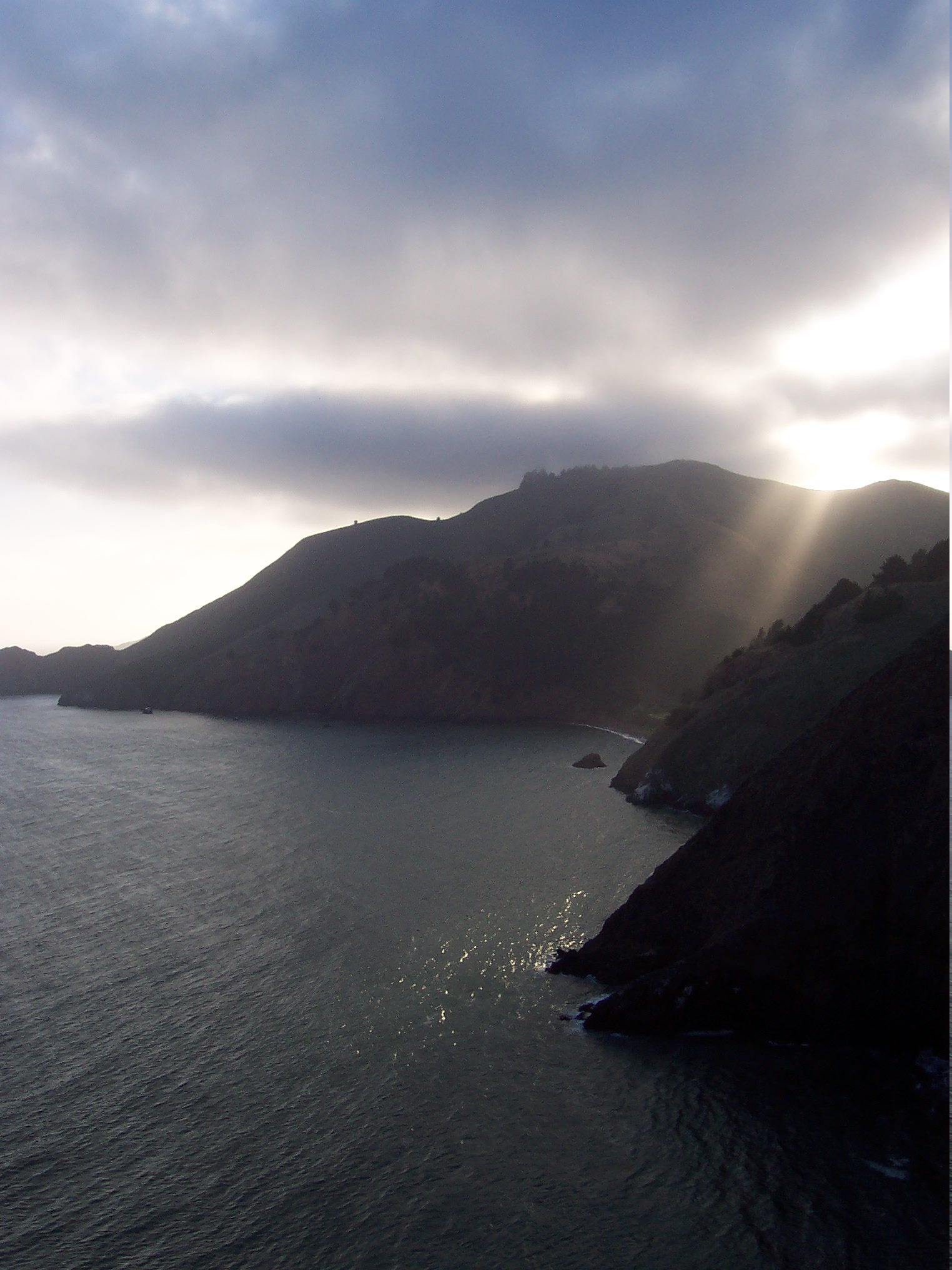
Zicht op de Marin Headlands vanaf de Golden Gate Bridge
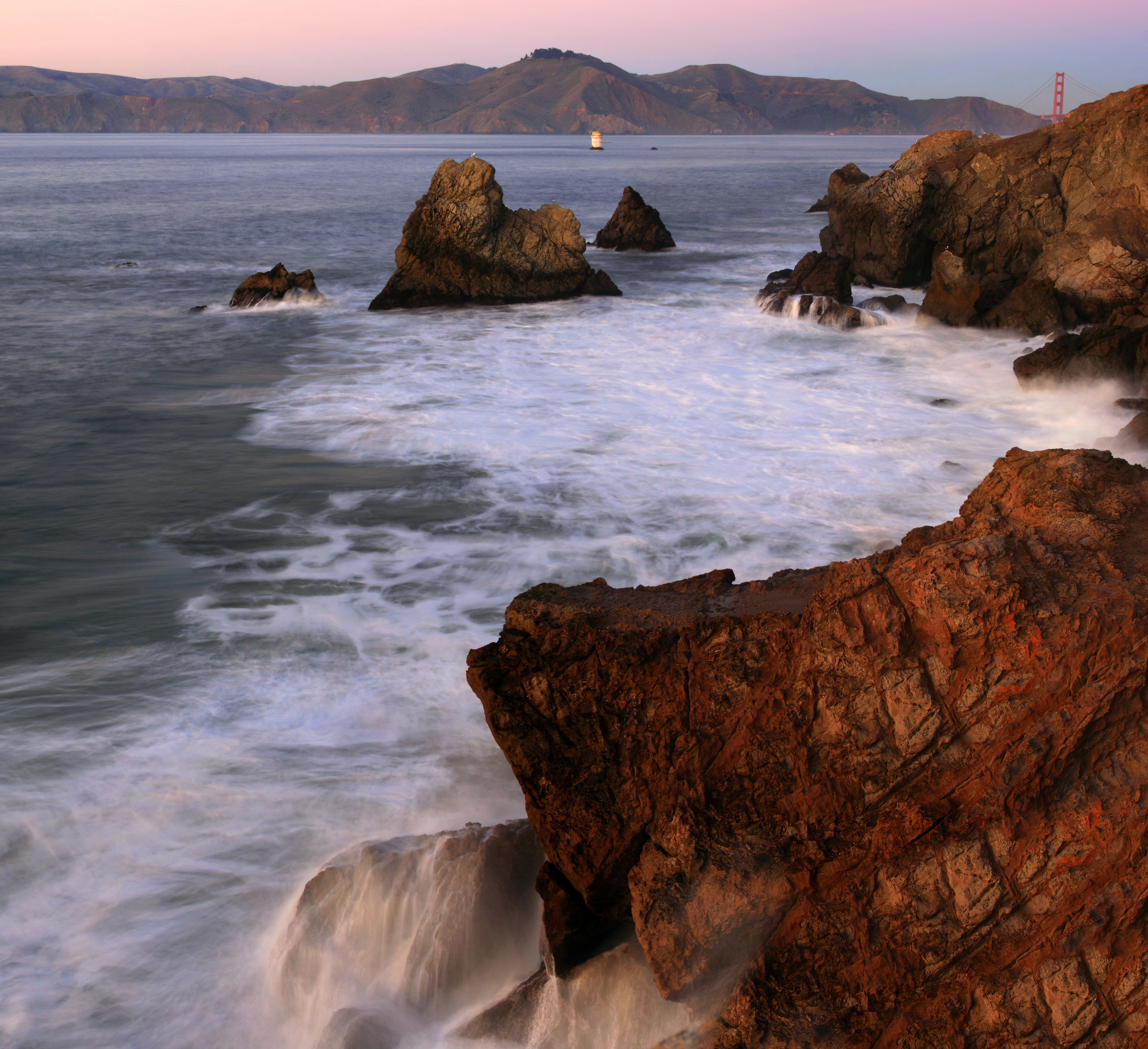
De Headlands gezien vanuit het westen van San Francisco